# Gitágum
Gitágum  es un municipio filipino de quinta categoría, situado en la parte sudeste de la isla de Mindanao. Forma parte de  la provincia de Misamis Oriental situada en la Región Administrativa de Mindanao del Norte. Para las elecciones está encuadrado en el Segundo Distrito Electoral.

## Barrios
El municipio  de Gitágum se divide, a los efectos administrativos, en 11 barangayes o barrios, conforme a la siguiente relación:
| - Burnay - Carlos P. García - Cogón | - Gregorio Peláez (Lagutay) - Kilangit | - Matangad - Pangayawan - Población | - Quezon - Talao - Ulab |

## Historia
La provincia de Misamis, creada en 1818, formaba parte de la Capitanía General de Filipinas (1520-1898). Estaba dividida en cuatro partidos. El Partido de Misamis comprendía los fuertes de Misamis y de Iligán además de Luculán e Initao.

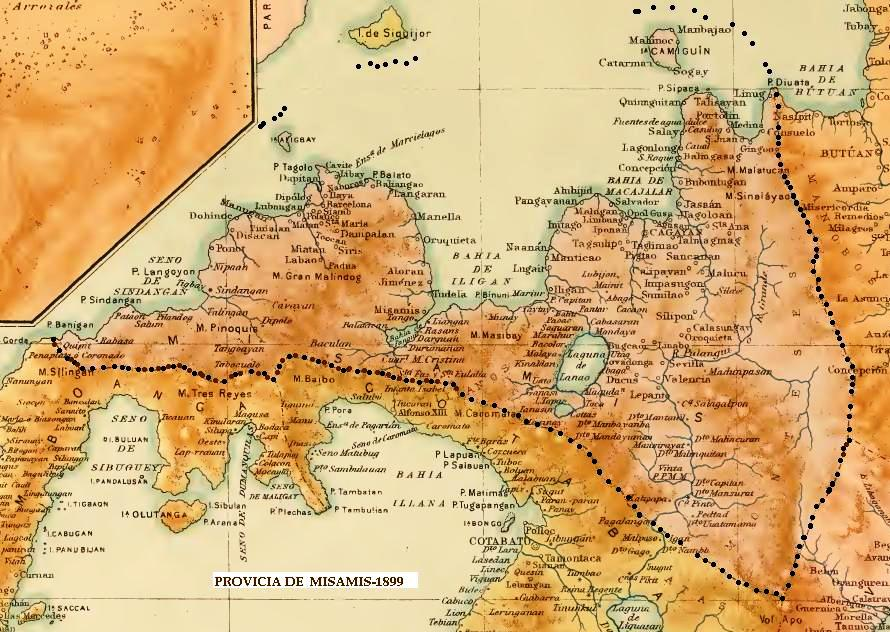
El Distrito 2º de Misamis en 1899.

A principios del siglo XX la isla de Mindanao se hallaba dividida en siete distritos o provincias, uno de los cuales era el Distrito 2º de Misamis, su capital era la villa de Cagayán de Misamis y del mismo dependía la comandancia de Dapitan.
Uno de sus pueblos era El Salvador que entonces contaba con una población de 6.640 almas, siendo Alubijid, junto con Initao y Naauan una de sus tres visitas.
A principios del siglo XX, durante la ocupación estadounidense de Filipinas, Alubijid pasó a convertirse en un barrio de  Cagayán de Oro.
El 26 de mayo de 1933, el ayuntamiento de Cagayán aprueba la Resolución N º 290 recomendando que los barrios de El Salvador y Alubijid  se conviertan en nuevos municipios.
Alubijid lo consigue el 5 de abril de 1940, agrupando su término los barrios de Gitaguim, Laguindingán, Kibaghot, Matangad, Mauswagon y Pangayawan.
Su primera alcalde fue Timoteo Balacuit.
El 8 de mayo de 1961 fue creado el municipio de Gitágum formado por los siguientes barrios  pertenecientes al municipio de Alubijid: Gitágum, Cogon, Burnay, Pangayawan, Ulab, Lagutay, Matangad y Kilangit.